# Matthias Wiebalck
Matthias Wiebalck (* 3. April 1958 in Bad Gandersheim) ist ein deutscher Schauspieler.

## Leben
Matthias Wiebalck absolvierte seine schauspielerische Ausbildung von 1977 bis 1980 am Hamburger Bühnenstudio von Hedi Höpfner. Es folgten Fortbildungen unter anderem in Seminaren mit Peter Brook und Ariane Mnouchkine in Paris sowie Peter Löscher und einem Stipendium am Lee Strasberg Theatre and Film Institute in Los Angeles.
Stationen in Wiebalcks Theaterlaufbahn waren zunächst das Theater Krefeld und Mönchengladbach und das Theater Lüneburg, seit Beginn der 1990er-Jahre spielt er überwiegend an Hamburger Bühnen, so am Deutschen Schauspielhaus, den Kammerspielen, auf Kampnagel, am Altonaer Theater, am Allee-Theater oder den ehemaligen Theatern in der Basilika und der Washingtonallee.
Gelegentlich übernimmt Wiebalck auch Rollen vor der Kamera, häufig ist er dabei gastweise in bekannten Serien zu sehen. In den Jahren 2006 und 2007 spielte er in der Sesamstraße den Bauern Wiebi.
Daneben liest Matthias Wiebalck Hörbücher ein, ist für die Norddeutsche Blindenhörbücherei tätig und veranstaltet Lesungen und Liederabende. Er lebt in Hamburg.

## Filmografie (Auswahl)
- 1986: Vertrauen gegen Vertrauen
- 1991: Großstadtrevier – Sunny Boy
- 1992: Deutschfieber
- 1993: Schwarz Rot Gold – Made in Germany
- 1995: Faust – Auf Sendung
- 1997: Ein Mann steht seine Frau – Die Revolte der Frauen
- 1999: Heimatgeschichten – Der Besuch der alten Damen
- 2000: Doppelter Einsatz – Wettlauf mit dem Tod
- 2000: Tatort – Blaues Blut
- 2000: Alphateam – Die Lebensretter im OP – Falscher Held
- 2001: Stahlnetz – Das gläserne Paradies
- 2003: Adelheid und ihre Mörder – Ein Vogel namens Otto
- 2009: Händel – Der Film
- 2017: SOKO Wismar – Tödlich frisch
- 2018: Tanken – Mehr als Super